# Sun Xiang
Sun Xiang (en chino tradicional, 孫祥; en chino simplificado, 孙祥; pinyin, Sūn Xiáng; Shanghái, 15 de enero de 1982) es un exfutbolista chino que jugaba en la posición de defensa.

## Carrera

### Club
| Periodo   | Club                     | País         | Apariciones | Goles |
| --------- | ------------------------ | ------------ | ----------- | ----- |
| 2002–2010 | Shanghai Shenhua         | China        | 136         | 13    |
| 2007      | → PSV Eindhoven (cedido) | Países Bajos | 5           | 0     |
| 2008–2009 | → Austria Wien (cedido)  | Austria      | 19          | 2     |
| 2010–2014 | Guangzhou FC             | China        | 110         | 3     |
| 2015–2016 | Shanghai SIPG            | China        | 51          | 0     |

### Selección nacional
Jugó para China en 69 ocasiones de 2002 a 2013 y anotó cinco goles; participó en dos ediciones de la Copa Asiática y en dos ediciones de los Juegos Asiáticos.

## Logros

### Club
- Superliga de China: 2011, 2012, 2013, 2014
- Primera Liga China: 2010[10]
- Copa FA de China: 2012[11]
- Supercopa de China: 2002, 2012
- Eredivisie: 2006–07
- Copa de Austria: 2008–09
- Liga de Campeones de la AFC: 2013

### Selección nacional
- Campeonato de Fútbol de Asia Oriental: 2005, 2010

### Individual
- Equipo del Año de la Superliga China: 2005, 2012
- Equipo Ideal de la Liga de Campeones de la AFC: 2013

## Estadísticas

### Goles con selección nacional
| # | Fecha      | Sede                                                   | Rival                  | Marcador | Resultado | Torneo                                               |
| - | ---------- | ------------------------------------------------------ | ---------------------- | -------- | --------- | ---------------------------------------------------- |
| 1 | 19-6-2005  | Estadio Helong, Changsha, China                        | Costa Rica             | 2–2      | 2–2       | Amistoso                                             |
| 2 | 31-7-2005  | Estadio Mundialista de Daejeon, Daejeon, Corea del Sur | Corea del Sur          | 1–0      | 1–1       | Campeonato de Fútbol de Asia Oriental de 2005        |
| 3 | 11-10-2006 | Estadio Rey Abdullah II, Amán, Jordania                | Palestina              | 2–0      | 2–0       | Clasificación para la Copa Asiática 2007             |
| 4 | 22-6-2008  | Stadium Australia, Sídney, Australia                   | Australia              | 1–0      | 1–0       | Clasificación para la Copa Mundial de Fútbol de 2010 |
| 5 | 6-10-2011  | Nuevo Estadio de Shenzhen, Shenzhen, China             | Emiratos Árabes Unidos | 1–0      | 2–1       | Amistoso                                             |